# Phrurolithus bifidus
Phrurolithus bifidus är en spindelart som beskrevs av Yin et al. 2004. Phrurolithus bifidus ingår i släktet Phrurolithus och familjen flinkspindlar. Inga underarter finns listade i Catalogue of Life.